# Gerhard Schlüter
Gerhard Schlüter (* 18. Januar 1937 in Rostock; † 17. Februar 1998 in Bremen) war ein deutscher Künstler, der sich vor allem der Malerei widmete. Im Rahmen des Bremer Programms „Kunst im öffentlichen Raum“ wurde er mehrmals mit umfangreichen künstlerischen Arbeiten beauftragt.

## Leben
Schlüter wuchs als Sohn eines Philatelisten und Briefmarkenhändlers in Rostock auf und erlebte dort als Kind die Zeit des Nationalsozialismus und den Zweiten Weltkrieg. In der Nachkriegszeit begann er als Jugendlicher, zu zeichnen und malen. In den väterlichen Briefmarkensammlungen fand er Motivanregungen, insbesondere „aus der beseelten Natur“ und von „geflügelten Wesen“, die ihn neben maritimen Motiven sein Leben lang begleiteten. Schlüter machte in der damaligen DDR eine Ausbildung als Anstreicher. Als er 1957 zur Ableistung seines Grundwehrdienstes zur NVA einberufen wurde, flüchtete er aus der DDR in die Bundesrepublik Deutschland. Dabei schaffte er es, mit einem Motorrad von Rostock nach Hamburg zu gelangen.
In Hamburg arbeitete Schlüter unter anderem als Anstreicher und fuhr ein Jahr lang zur See. Ende der 1960er-Jahre übersiedelte er in den Bremer Raum und lebte und arbeitete dort als freier Künstler teils in der Nähe Bremens im angrenzenden Niedersachsen, teils in Bremen-Nord und zuletzt im Bremer „Szeneviertel“, im Ortsteil Steintor in der Humboldtstraße.
Schlüter war als Künstler Autodidakt und wurde dem Magischen Realismus sowie teils auch dem Surrealismus zugerechnet. Im Rahmen des Bremer Langzeit-Förderprogramms „Kunst im öffentlichen Raum“ erhielt er mehrere Aufträge für öffentliche Wandbilder und zur künstlerischen Ausgestaltung von öffentlichen Räumen, wie zum Beispiel in Schulen. Außerdem schuf er Zeichnungen, Radierungen und vor allem zahlreiche Gemälde, wobei er hauptsächlich mit Ölfarben arbeitete, aber auch mit Acryl- und wasserlöslichen Aquarellfarben.
Er galt als Nonkonformist und „mochte seine Freiheit über alles“.

## Der KunstvereinHumboldt & Schlüter
Nach dem frühen Tod von Schlüter gründeten zwei seiner Freunde, der Bremer Künstler Erwin Noack (1940–2006) und der Bremer Szene-Gastwirt Günter Parzentny († 2010), den Kunstverein Humboldt & Schlüter e. V. Der Verein wurde Mietnachfolger von Schlüter und richtete in dessen Hochparterrewohnung in der Bremer Humboldtstraße 67 eine Galerie für Kunstausstellungen ein, die gleichzeitig ein „Denkmal für den 1998 verstorbenen Bremer Künstler Gerhard Schlüter“ darstellt. Der Kunstverein verfolgt dabei das Konzept „Kunst und Kneipe“; er hat gegenwärtig jeden Dienstag- bis Samstagabend geöffnet und veranstaltet in seinen Räumen in unregelmäßigen Abständen Kunstausstellungen, Buchlesungen sowie Film-, Musik- und Kleinkunstabende.
Der Verein hat inzwischen rund 60 Mitglieder, darunter viele Bremer Künstler, und führte bislang rund 30 Kunstausstellungen durch. Unter anderem zeigte der Kunstverein Anfang 1999 die Gedenkausstellung „Original oder Fälschung?“ zu Ehren von Gerhard Schlüter mit einer Auswahl seiner Bilder. Anlässlich des zehnjährigen Bestehens des Vereins fand Anfang 2008 eine Retrospektive von Schlüter-Werken statt, bei der Arbeiten aus dem hauseigenen Nachlassfundus des Künstlers und „Gründungsinitiators“ sowie aus Sammlerbesitz ausgestellt wurden.

## Werke (Auswahl)
Kunst im öffentlichen Raum
- 1980: Türzeichen, 20 Tafelbilder in der Schule an der Marcusalle (Schule für Gehörgeschädigte, Neubau 1980) in Bremen-Horn, Marcusalle 31; Acryl auf Holzschichtplatte; Abmessungen: Höhe × Breite = je 0,4 m × 0,5 m (im Besitz der Stadtgemeinde Bremen)[8]
- 1987: Galerie in der Stadt, Tafelbild am Waller Bahnhof / Brückenwiderlager am Osterfeuerberger Ring in Bremen-Walle; Acryl auf Holzschichtplatte; Abmessungen: 2,5 m × 3,5 m (im Besitz der Stadtgemeinde Bremen)[9]
- 1988: Ohne Titel, Wandgestaltung in Bremen-Woltmershausen, Woltmershauser Straße 241 (in Zusammenarbeit mit Birgit Hansen)[10][11]
- 1988: Die vier Jahreszeiten, 5 Tafelbilder in der Schule an der Marcusallee (Schule für Gehörgeschädigte, Erweiterungsbau 1988) in Bremen-Horn, Marcusallee 31; Acryl auf Holzschichtplatte; Abmessungen: 1,25 m × 1,75 m; 1,05 m × 1,45 m; 1,25 m × 1,74 m; 2,05 m × 1,45 m; 0,45 m × 2,2 m (im Besitz der Stadtgemeinde Bremen)[12]

Gemälde
- 1987: U-Boot vor Hafenausfahrt, Aquarell auf Zeichenpapier, 20 cm × 29 cm (im Privatbesitz)
- 1986: Steilküste und Sturmhimmel, Acryl auf Zeichenkarton, 20,5 cm × 27 cm (im Privatbesitz)
- 1981: Panzertrasse bei Nacht, Acryl auf Zeichenkarton, 49 cm × 69 cm (im Privatbesitz)

Grafiken
- 1980: Vorhängeschloss mit „eingeschlossenem“ Schlüssel, 11 cm × 9 cm, „E.A.“ (im Privatbesitz)